# ムサ・ジェネポ
ムサ・ジェネポ（Moussa Djenepo, 1998年6月15日 - ）は、マリ共和国・バマコ出身のプロサッカー選手。ベルギー・ファースト・ディビジョンA・スタンダール・リエージュ所属。ポジションはMF。

## 来歴
2017年1月にマリのサッカークラブから、ローン移籍の形でスタンダール・リエージュに入団。同年夏に正式にスタンダールへの加入が決定し、8月27日のリーグ戦のクラブ・ブルッヘ戦でプロデビュー。2017-18シーズンは17試合に出場。翌2018-19シーズンは、プロ2年目ながら先発に定着し、32試合8得点を記録。有利チームからの注目を集める。
2019年8月13日、サウサンプトンFCと4年契約を締結。25日のブライトン戦では、後半8分に交代出場し、その2分後にプレミアリーグ初ゴールとなる先制ゴールを決め、2連敗スタートだったチームに2019-20シーズン初勝利をもたらした。
2023年9月5日、古巣のスタンダール・リエージュに移籍した。契約期間は3年間。

## マリ代表
2017年にU-20アフリカネイションズカップのマリ代表で出場。更に10月の2018 FIFAワールドカップ・アフリカ予選のコートジボワール戦で、フル代表初出場。アフリカネイションズカップ2019にも出場した。